# Gais (Svizzera)
Gais (toponimo tedesco) è un comune svizzero di 3 098 abitanti del Canton Appenzello Esterno.

## Geografia fisica
Il comune confina a nord con i comuni di Bühler e Trogen, a est con Altstätten nel Canton San Gallo, a sud con Schwende-Rüte nel Canton Appenzello Interno, e a ovest sempre in Appenzello Interno con i comuni di Schlatt-Haslen e Appenzello.

### Idrografia e orografia

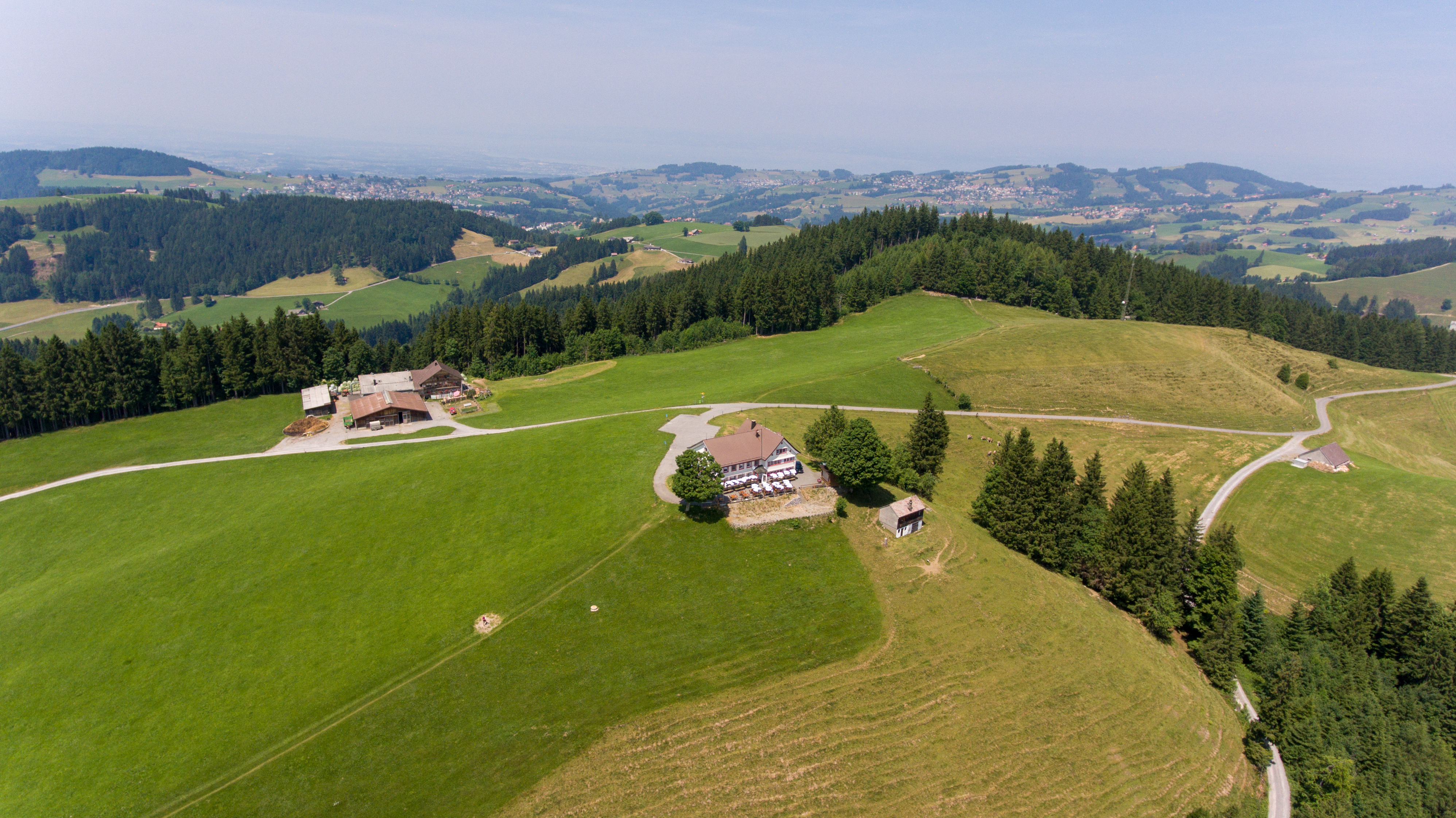
Vista aerea sul Gäbris

Il comune è quasi interamente attraversato dal Rotbach, affluente del Sitter che si forma nella parte settentrionale. A nord, sulla linea del confine comunale, scorrono lo Wissbach e il Bruederbach, mentre a sud si trova lo Zwislenbach. A est si formano vari corsi d'acqua di varie dimensioni che scorrono verso il Canton San Gallo, fra cui il Fluebach, il Trübbach, il Luterbach e lo Schachenbach. A nord il comune include anche un piccolo lago, il Gäbrisseeli.
Ai confini settentrionali e meridionali sono situati due gruppi montuosi, tra le cui cime vi sono a nord il Gäbris (1250 m s.l.m., punto più elevato del comune) e il Kellersegg (1194 m s.l.m.), e a sud il Golterberg (1175 m s.l.m.), il Brandegg (1140 m s.l.m.) e l'Hörchelkopf (877 m s.l.m.).

### Clima
| Dati meteo (simulazione)         | Mesi | Mesi | Mesi | Mesi | Mesi | Mesi | Mesi | Mesi | Mesi | Mesi | Mesi | Mesi | Stagioni | Stagioni | Stagioni | Stagioni | Anno  |
| Dati meteo (simulazione)         | Gen  | Feb  | Mar  | Apr  | Mag  | Giu  | Lug  | Ago  | Set  | Ott  | Nov  | Dic  | Inv      | Pri      | Est      | Aut      | Anno  |
| -------------------------------- | ---- | ---- | ---- | ---- | ---- | ---- | ---- | ---- | ---- | ---- | ---- | ---- | -------- | -------- | -------- | -------- | ----- |
| T. max. media (°C)               | 2    | 2    | 6    | 11   | 14   | 17   | 20   | 20   | 16   | 14   | 7    | 3    | 2,3      | 10,3     | 19       | 12,3     | 11    |
| T. min. media (°C)               | −5   | −5   | −3   | 0    | 4    | 7    | 9    | 10   | 7    | 4    | −1   | −4   | −4,7     | 0,3      | 8,7      | 3,3      | 1,9   |
| Giorni di calura (Tmax ≥ 30 °C)  | 0    | 0    | 0    | 0    | 0    | 0    | 0    | 0    | 0    | 0    | 0    | 0    | 0        | 0        | 0        | 0        | 0     |
| Giorni di gelo (Tmin ≤ 0 °C)     | 25,8 | 22,2 | 20,2 | 12,1 | 3,0  | 0,6  | 0,1  | 0,0  | 0,3  | 3,8  | 14,2 | 22,9 | 70,9     | 35,3     | 0,7      | 18,3     | 125,2 |
| Giorni di ghiaccio (Tmax ≤ 0 °C) | 7,9  | 8,0  | 3,9  | 0,4  | 0,0  | 0,0  | 0,0  | 0,0  | 0,0  | 0,1  | 3,3  | 7,2  | 23,1     | 4,3      | 0,0      | 3,4      | 30,8  |
| Giorni di pioggia                | 12,5 | 12,4 | 14,0 | 12,7 | 14,0 | 13,5 | 13,3 | 12,0 | 11,5 | 10,6 | 12,2 | 13,6 | 38,5     | 40,7     | 38,8     | 34,3     | 152,3 |
| Giorni di neve                   | 7,2  | 7,6  | 6,4  | 2,8  | 0,4  | 0,0  | 0,0  | 0,0  | 0,1  | 0,7  | 4,1  | 7,2  | 22,0     | 9,6      | 0,0      | 4,9      | 36,5  |
| Giorni con manto nevoso ≥ 1 cm   | 0    | 0    | 0    | 0    | 0    | 0    | 0    | 0    | 0    | 0    | 0    | 0    | 0        | 0        | 0        | 0        | 0     |
| Giorni di cielo sereno           | 9    | 7    | 6,7  | 6,5  | 6,0  | 5,4  | 7,6  | 9,0  | 7,7  | 8,4  | 7,6  | 7,4  | 23,4     | 19,2     | 22,0     | 23,7     | 88,3  |
| Vento (direzione-m/s)            | 3,1  | 3,3  | 3,1  | 2,8  | 2,5  | 2,2  | 2,2  | 1,9  | 2,2  | 2,2  | 2,5  | 3,1  | 3,2      | 2,8      | 2,1      | 2,3      | 2,6   |

### Utilizzo del suolo
Il suolo comunale è prevalentemente occupato da superfici boschive, campi e prati. Dal 1983 al 2017 si è assistito ad un aumento dell'area edificata (da 78 a 100 ettari) a scapito di campi e prati (da 1060 a 1028 ettari), mentre gli altri utilizzi risultano stabili. Il tasso di impermeabilizzazione, pari al 5,4% della superficie del comune, è più alto della media svizzera ed è in leggera crescita negli ultimi decenni.
| tipologia                               | tipologia                               |  | ettari | ettari |
| --------------------------------------- | --------------------------------------- |  | ------ | ------ |
| Area edificata                          | Area edificata                          |  | 100    | 100    |
| Superfici del traffico                  | Superfici del traffico                  |  | 28     | 28     |
| Superfici d'insediamenti speciali       | Superfici d'insediamenti speciali       |  | 3      | 3      |
| Zone verdi e di riposo                  | Zone verdi e di riposo                  |  | 6      | 6      |
| Frutticoltura, viticoltura, orticoltura | Frutticoltura, viticoltura, orticoltura |  | 1      | 1      |
| Campicoltura e praticoltura             | Campicoltura e praticoltura             |  | 1028   | 1028   |
| Alpeggi                                 | Alpeggi                                 |  | 9      | 9      |
| Bosco                                   | Bosco                                   |  | 896    | 896    |
| Laghi e fiumi                           | Laghi e fiumi                           |  | 11     | 11     |
| Superfici improduttive                  | Superfici improduttive                  |  | 27     | 27     |

██ Svizzera
██ Gais

## Storia
Sotto l'abbazia di San Gallo Gais costituì un baliaggio distinto con un proprio Ammann e un proprio tribunale, e già dal XIV secolo sussisteva una certa autonomia comunale. Sotto l'egida di Konrad Geppensteiner, Ammann ze Geiss, gli abitanti di Gais aderirono alla Lega delle città sveve nel 1377 e nel 1401 a quella dei sudditi dell'abate di San Gallo, la cosiddetta Lega popolare dei servi ecclesiastici. La battaglia dello Stoss, un episodio rilevante nel quadro delle guerre di Appenzello, si svolse sul territorio di Gais.
Nel nuovo Paese di Appenzello Gais passò alla Rhode di Rinkenbach-Wies. Gli sviluppi successivi vennero determinati dall'appartenenza ecclesiastica. La popolazione di Gais, che in precedenza faceva capo alla chiesa di San Lorenzo, a San Gallo, e ad Appenzello, tra il 1275 e il 1333 (forse nel 1315) ottenne una propria chiesa, elevata a parrocchiale dedicata alla Madonna prima del 1370. Progressivamente ad essa fecero riferimento anche i fedeli della semi-Rhode di Rotenwies appartenente a Trogen, che facevano capo a Marbach e ad Altstätten, e quelli della curtis di Rietli, compresa nella giurisdizione (Meieramt) di Altstätten. Nonostante una tradizione amministrativa eterogenea - appartenenza a una Rhode per Rotenwies, diritto curtense del Rheintal per Rietli, baliaggio con statuto particolare per Gais - e le strutture comunitarie di cui al più tardi dal XV secolo ognuna di queste regioni disponeva per lo sfruttamento dei beni comuni - specialmente boschi - sotto l'egida comune della chiesa di Gais gradualmente venne a crearsi il comune attuale.

Illustrazione del centro di Gais risalente al 1830-1840

La costruzione della nuova chiesa attorno al 1460 e la conversione alla fede riformata nel 1525 favorirono il processo di formazione del comune e fecero sì che la parrocchia di Gais si presentasse in seguito come unità politica. Dal 1527 al 1597 anche i riformati di Appenzello si recarono a Gais per seguire le funzioni religiose. Con l'atto di separazione del 1597, Gais entrò a far parte di Appenzello Esterno, conservando comunque i diritti sugli alpeggi e sull'opera comune Mendle nell'Appenzello Interno rispettivamente fino al 1674 e al 1815. Le comunità delle opere collettive sul territorio di Gais risultano tuttora esistenti come corporazioni autonome: Hackbüel, Rotenwies e Rietli-Schachen. Soprattutto nel XIX secolo esse accrebbero le loro proprietà terriere.
L'insediamento menzionato nel 1467 come ville Gais, nato nei pressi della chiesa, si sviluppò attorno a un'ampia piazza, seguendo un piano prestabilito. Dopo l'incendio del 1780, il villaggio venne ricostruito rispettando la struttura precedente. Il nuovo stile architettonico, pur alterandone il carattere, allo stesso tempo conferì alla piazza un aspetto uniforme: gli sforzi per mantenere intatta l'immagine di questi luoghi di importanza nazionale nel 1977 valsero al comune il premio Wakker. Nel XIX secolo la località si espanse gradualmente e divenne un villaggio agglomerato, e dopo il 1960 quartieri di nuova costruzione modificarono profondamente il paesaggio.
L'economia lattiera e l'allevamento costituirono le tradizionali basi di sostentamento, a cui dal XVI secolo si aggiunsero il servizio mercenario e la produzione tessile. Nel XIX secolo soprattutto lungo il Rotbach nacquero diverse industrie tessili, come un impianto per la filatura, lo stampaggio e l'apprettatura in località Strahlholz nel periodo 1802-1929, uno stabilimento per il candeggio, la tintura e l'apprettatura nella medesima località a partire dal 1805, diverse fabbriche di ricamo e ditte per la commercializzazione di prodotti tessili dal 1872 e sei impianti per la ritorcitura dal 1875. La fabbrica di laterizi fu in funzione dal 1846 al 1917. La crisi economica del periodo tra le due guerre mondiali colpì soprattutto l'industria a domicilio, mentre la maggior parte delle fabbriche sopravvisse. Fra il 1749 e il 1860 Gais acquisì fama mondiale come centro per la cura del siero. Tuttavia Gais non riuscì a trasformarsi in una moderna stazione climatica, per cui dopo il 1860 l'afflusso di turisti calò in misura massiccia nonostante l'apertura di parecchie pensioni.

Fotografia aerea di Gais del 1923

Le strade per Altstätten e Bühler vennero ampliate a partire dal 1836, e le linee ferroviarie per San Gallo, Appenzello e Altstätten vennero inaugurate rispettivamente nel 1889, nel 1904 e nel 1911. L'istituto magistrale cantonale situato in località Rieseren rimase aperto dal 1833 al 1866. Il comune parrocchiale cattolico, fondato nel 1884, eresse una cappella nel 1885. L'ospedale comunale del 1904 fu trasformato in clinica nel 1982, e nel 1958 a Gais fu inaugurata la prima clinica di riabilitazione della Svizzera. Nel 1980 tra i 731 edifici a uso abitativo figuravano 120 case di vacanza, mentre 50 appartamenti affittati a scopi turistici si trovavano all'interno di altre abitazioni. Dalla fine della seconda guerra mondiale, l'agricoltura, l'industria tessile, l'artigianato e il commercio costituiscono le principali fonti di reddito. Dal 1980 è in atto una progressiva trasformazione di Gais in comunità residenziale. Dal 1960 al 2000 i pendolari in uscita sono aumentati in misura significativa, corrispondenti a quasi la metà della popolazione attiva nel 2000.

## Monumenti e luoghi d'interesse

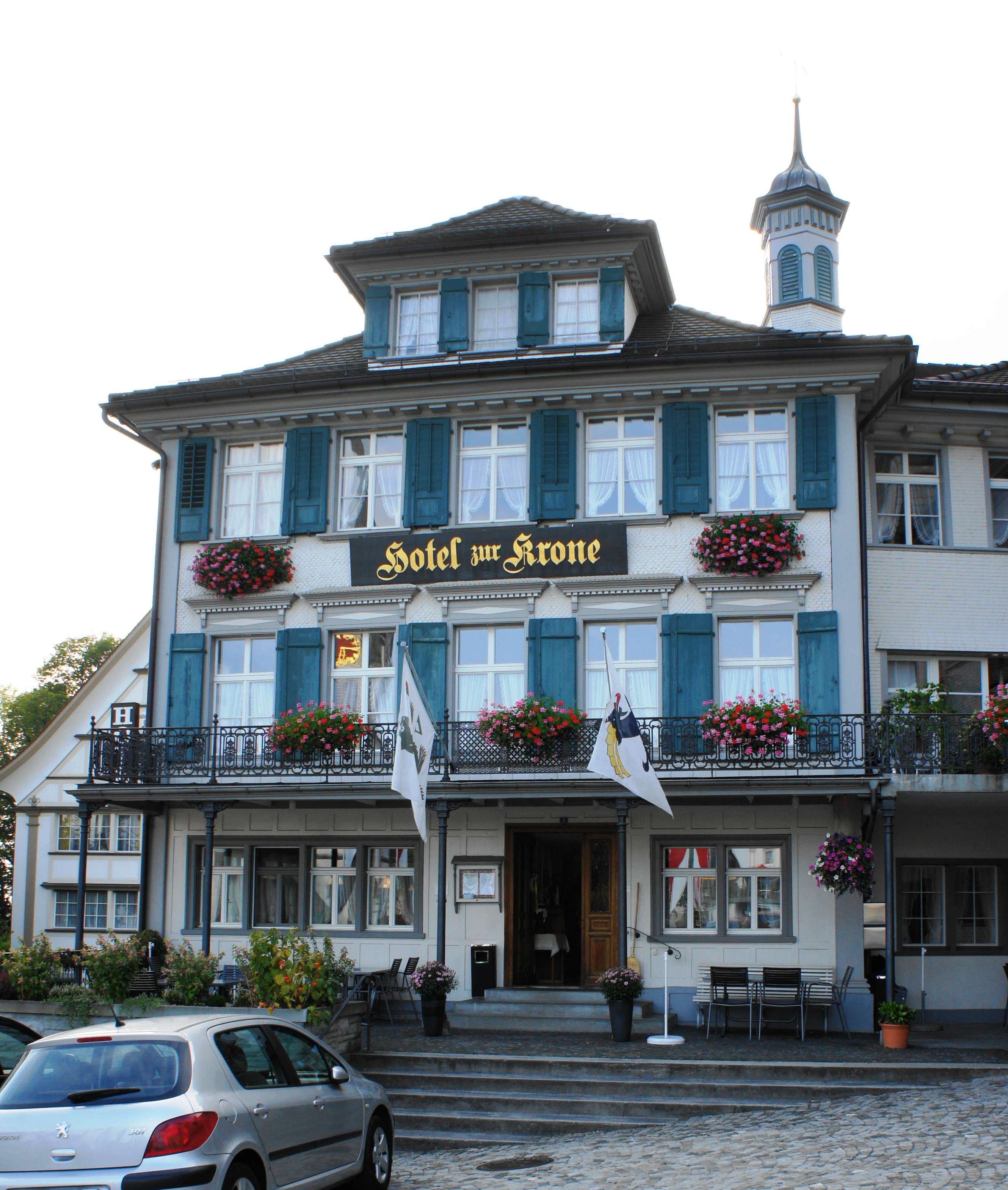
La Gasthof Krone

Gais comprende nel suo territorio 6 edifici classificati come beni culturali di importanza nazionale, e 12 beni culturali di importanza regionale.

### Architetture religiose
Fra i beni culturali di importanza nazionale vi è la Chiesa riformata (già di Santa Maria), attestata dal 1370 e ricostruita nel 1460.

### Edifici
Fra gli edifici di importanza nazionale, oltre alla chiesa riformata già menzionata, vi sono:
- Haus zum Neuen Ochsen ("Casa del bue nuovo")
- Gasthof Krone ("Locanda Corona")
- Ehemaliges Kaufmannshaus Gruber ("Ex casa del mercante Gruber")
- Gasthaus zum Falken ("Locanda al falco")
- Bauernhaus Ballmoos ("Casa rurale Ballmoos")

### Musei
Dal 1972 Gais ospita un museo cittadino (Museum Gais), classificato come bene culturale di interesse regionale. Il museo contiene vari dipinti, fotografie e acquerelli della cittadina e una serie di opere del disegnatore e incisore appenzellese Johann Ulrich Fitzi.

### Altro
A Gais si trova una cappella (Schlachtkapelle) e una statua (Schlacht-Denkmal) che commemorano la vittoria degli Appenzellesi nella Battaglia dello Stoss. Entrambe le strutture sono considerate beni culturali di interesse regionale.

## Società

### Evoluzione demografica
L'evoluzione demografica è riportata nella seguente tabella:
Abitanti censiti

### Famiglie
Nel 2021 a Gais abitavano 1 327 nuclei famigliari (economie domestiche). Nel comune le famiglie tendono a essere di dimensioni leggermente maggiori rispetto alla media nazionale.
██ Svizzera
██ Canton Appenzello Esterno
██ Gais

### Nazionalità
| Nazionalità          | Svizzera | Svizzera | Appenzello Esterno | Appenzello Esterno | Gais   | Gais |
| -------------------- | -------- | -------- | ------------------ | ------------------ | ------ | ---- |
| Svizzera             | 74,32%   | 1º       | 83,42%             | 1º                 | 87,06% | 1º   |
| Germania             | 3,56%    | 3º       | 4,7%               | 2º                 | 4,07%  | 2º   |
| Portogallo           | 2,92%    | 4º       | 1,21%              | 4º                 | 2,1%   | 3º   |
| Austria              | 0,51%    | 11º      | 1,08%              | 5º                 | 1,29%  | 4º   |
| Bosnia ed Erzegovina | 0,32%    | 16º      | 0,42%              | 11º                | 0,84%  | 5º   |
| Italia               | 3,76%    | 2º       | 1,58%              | 3º                 | 0,71%  | 6º   |
| Eritrea              | 0,48%    | 12º      | 0,61%              | 8º                 | 0,48%  | 7º   |
| Kosovo               | 1,31%    | 6º       | 0,57%              | 9º                 | 0,32%  | 8º   |
| Paesi Bassi          | 0,25%    | 22º      | 0,20%              | 21º                | 0,23%  | 9º   |
| Afghanistan          | 0,24%    | 23º      | 0,31%              | 13º                | 0,23%  | 10º  |
| Sri Lanka            | 0,33%    | 15º      | 0,33%              | 12º                | 0,23%  | 11º  |

## Energia

### Produzione
Tra il 2010 e il 2020 il comune ha aumentato la sua produzione di elettricità tramite fonti rinnovabili, specialmente energia solare. La produzione di elettricità da solare è infatti passata da 54 MWh/anno nel 2011 a 1312 MWh/anno nel 2019. Di conseguenza, anche la percentuale di consumo di elettricità prodotta autonomamente è aumentata dal 0,5% nel 2011 al 7,0% nel 2019.
██ 2011
██ 2013
██ 2015
██ 2017
██ 2019

## Infrastrutture e trasporti

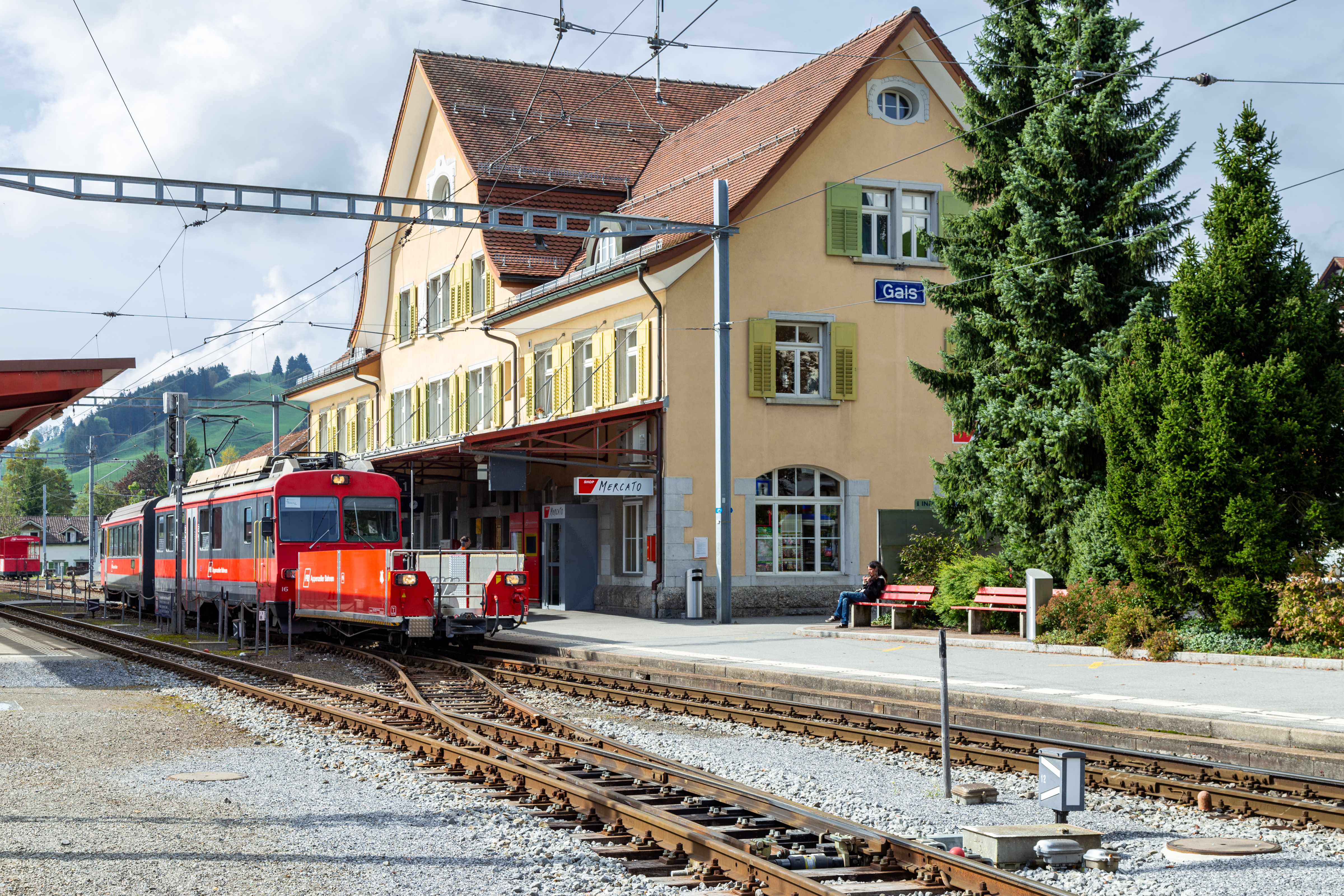
La stazione di Gais

Gais è servito dall'omonima stazione sulla ferrovia San Gallo-Gais-Appenzello (linee S20, S21 e S22 della rete celere di San Gallo), capolinea della ferrovia Altstätten-Gais (linea S24 della rete celere di San Gallo). Inoltre, è servito dalla stazione di Zweibrücken e dalla stazione di Strahlholz, fermate a richiesta della ferrovia San Gallo-Gais-Appenzello, e dalle fermate a richiesta di Hebrig, di Schachen, di Rietli e di Stoss AR (situata nei pressi del passo Stoss) sulla ferrovia Altstätten-Gais.

## Amministrazione
Ogni famiglia originaria del luogo fa parte del cosiddetto comune patriziale e ha la responsabilità della manutenzione di ogni bene ricadente all'interno dei confini del comune.